# HH 24-26
Pour les articles homonymes, voir HH.
HH 24-26 (HH 24 à HH 26) est un nuage moléculaire et une région à sursauts de formation d'étoiles qui contient les 3 objets Herbig-Haro (objets HH) HH 24, HH 25 et HH 26, sur une distance d'environ 1 année-lumière (al). 

## Situation
HH 24-26 est situé à environ 450 années-lumière de la Terre dans la Nébuleuse de la Tête de Cheval (LDN 1630) du nuage d'Orion de la constellation d'Orion du bras d'Orion de la Voie lactée (bras dans lequel se situe la Terre et son Système solaire).

## Histoire
Les objets HH 24 à 26 ont été découverts et étudiés dans les années 1950 par les astronomes George Herbig (aux États-Unis) et Guillermo Haro (au Mexique) dans le cadre de leurs travaux indépendants l'un de l'autre sur l'étude de la naissance et formation de jeunes protoétoiles et de leurs jet (astrophysique) et jet bipolaire dans des nuages moléculaires. Les découvertes ont été cataloguées sous leurs noms objets Herbig-Haro (objets HH).

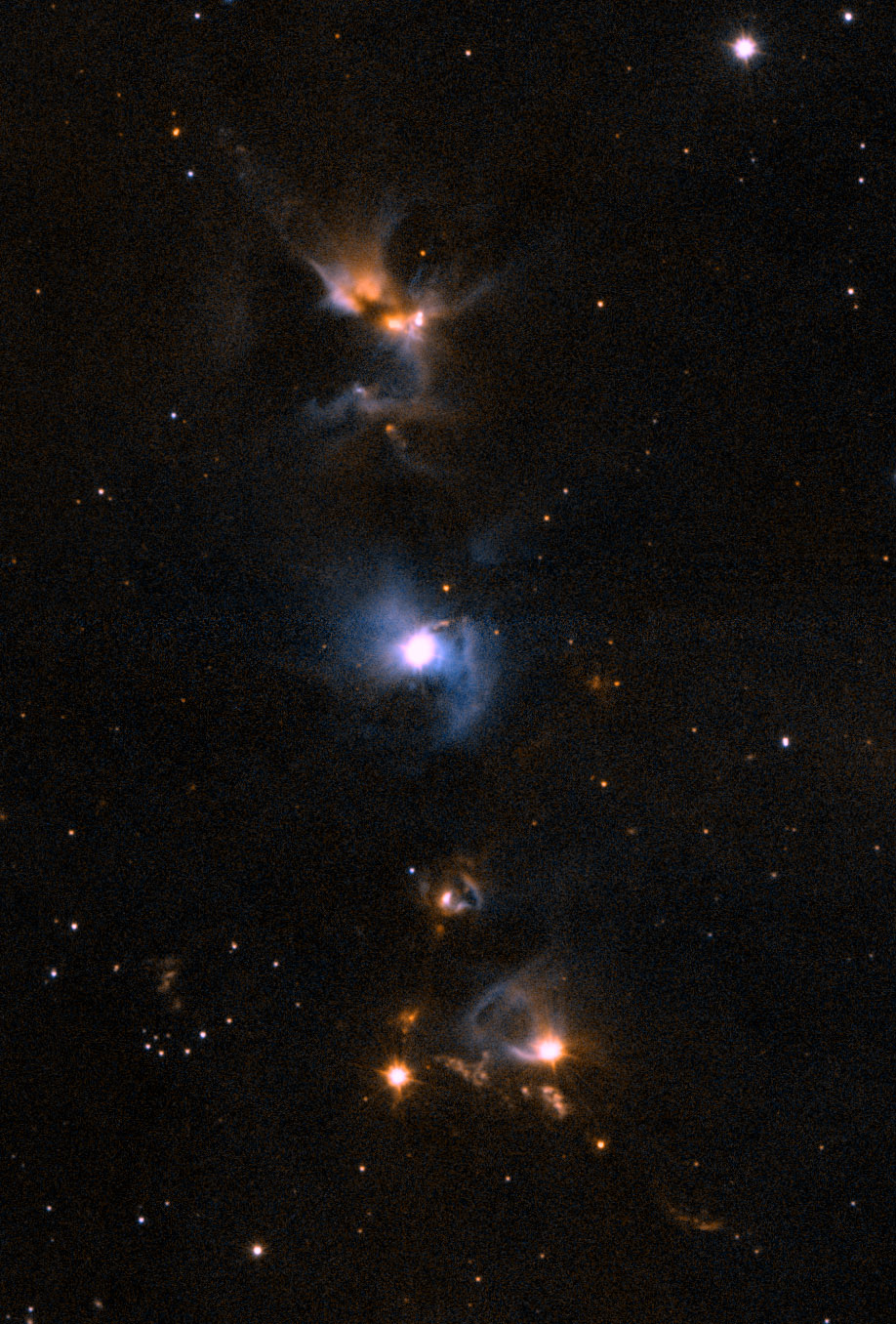
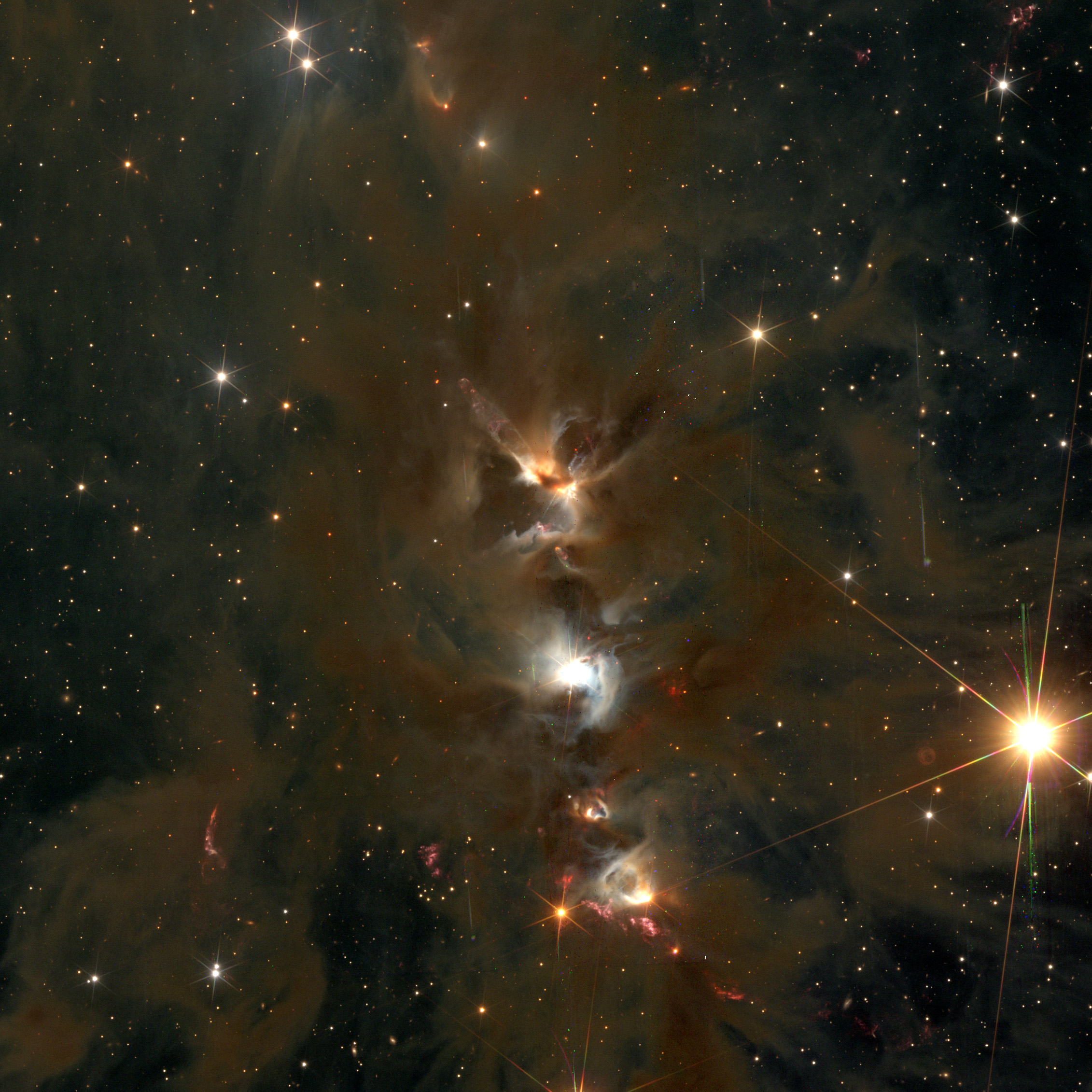
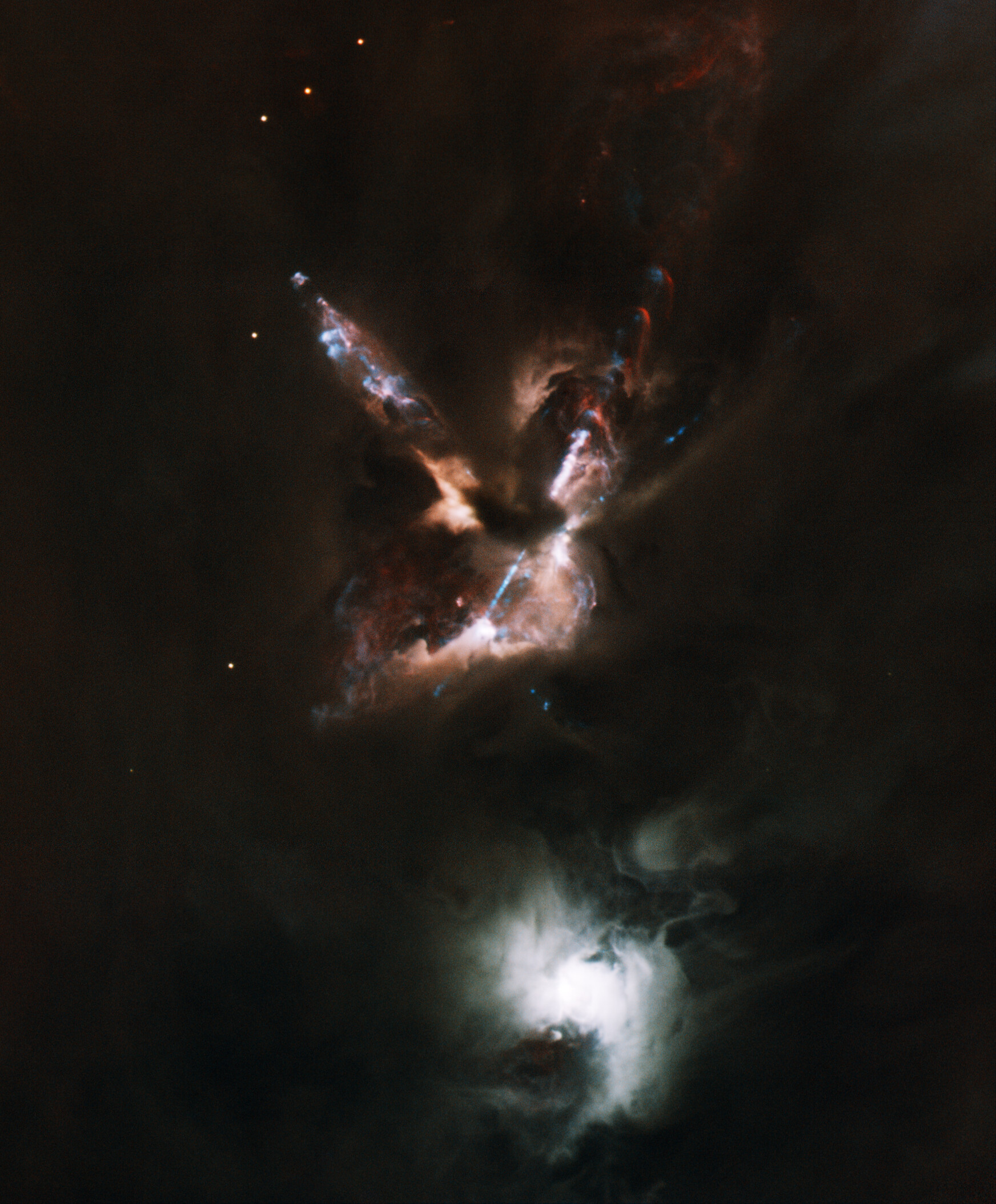
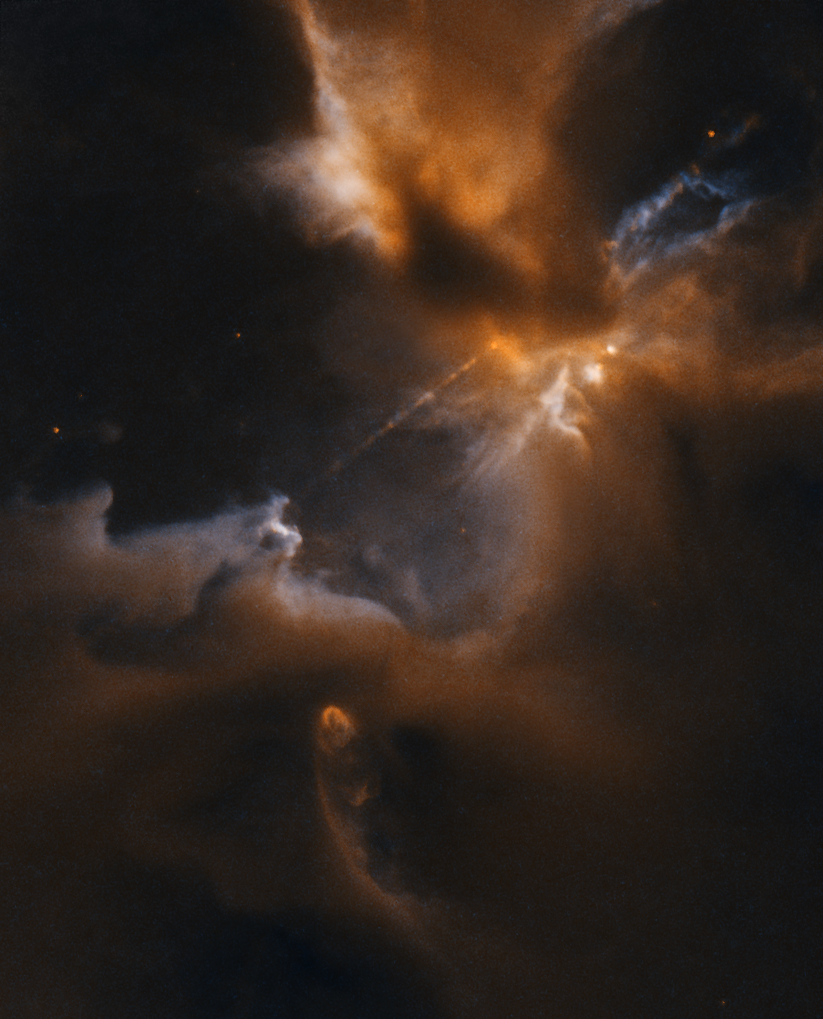
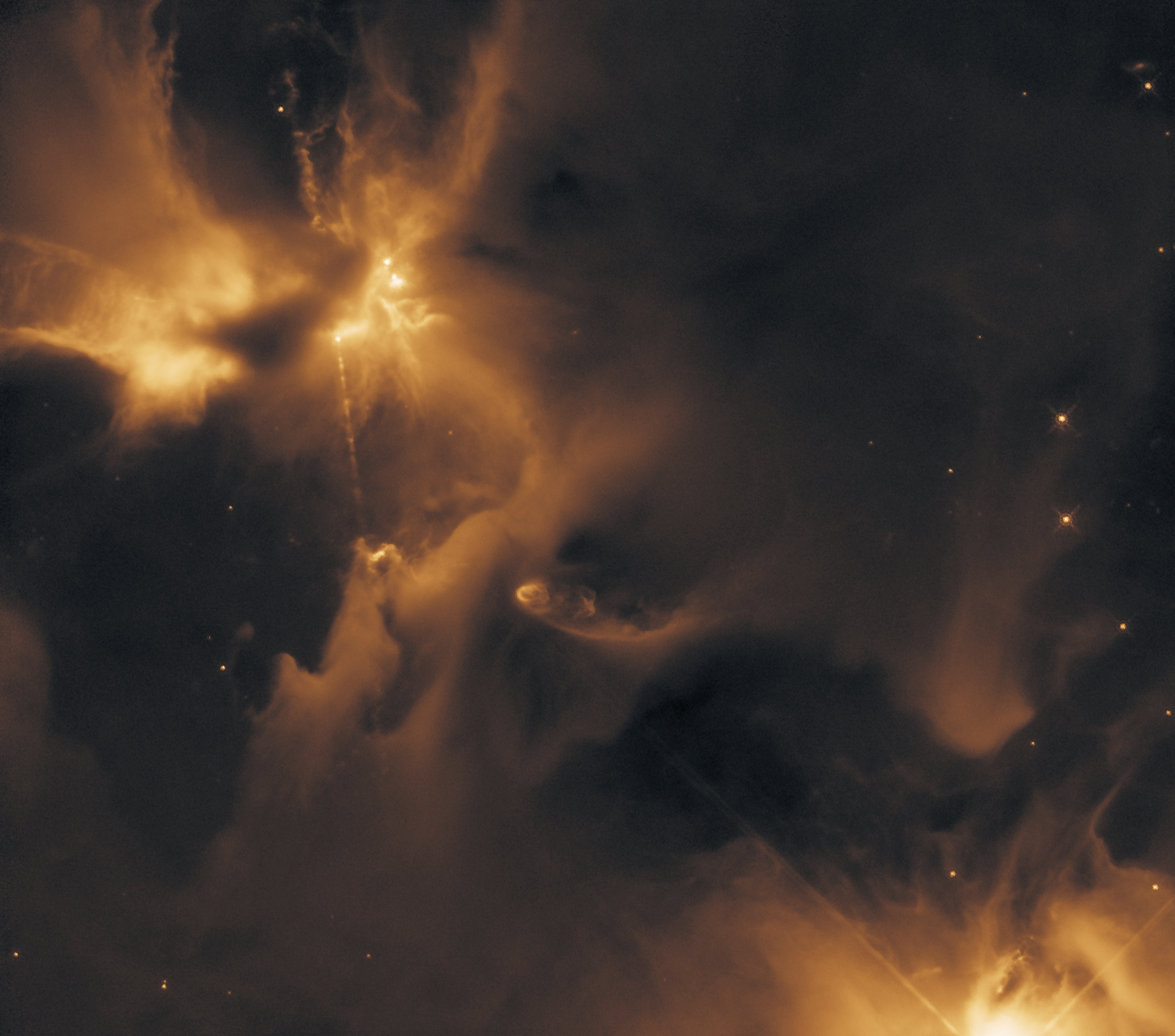

HH 24 est visible à environ 7 minutes d’arc au sud-est de la nébuleuse Messier 78 de la constellation d'Orion.
Le groupe des 3 objets Herbig-Haro HH 24, HH 25 et HH 26 sont issus des naissances et formations de trois jeunes protoétoiles dans un nuage moléculaire, et de leurs jets bipolaires,,.

## Au cinéma
- 2015 : Star Wars, épisode VII : Le Réveil de la Force[6], de la série La Guerre des étoiles de George Lucas. La forme spectaculaire d'un double sabre laser issu d'un étoile, rétroéclairé et partiellement masqué par un nuage moléculaire obscur, de l'image de HH 24 prise en 2015 par le télescope spatial Hubble, a été reprise pour la promotion du film[7],[8].